# Язвиха (хутор, Сандовский район)
 Язвиха  — хутор в Сандовском районе Тверской области.

## География
Находится в северо-восточной части Тверской области на расстоянии приблизительно 26 км по прямой на запад-юго-запад от районного центра поселка Сандово.

## История
Хутор была отмечен уже только на карте 1978 года как поселение с 21 двором. До 2020 года входил в состав ныне упразднённого Большемалинского сельского поселения.

## Население
Численность населения: 12 человек (русские 100 %) в 2002 году, 6 в 2010.